# 九五禪寺
25°01′44″N 121°35′04″E / 25.02887°N 121.58449°E
九五禪寺（Jiuwu Zen Temple；梵語：९५ जेन् विहार (Jiuwu Zen Vihāra)；臺羅：Kiú-ngóo Siân-sī (Киу-ӈó Сêн-си)；俄語：Киуго Дзен Храм）位於臺灣臺北市信義區象山山腰，最初為一老法師所創建的九五茅蓬(心律寺)。之後2021年、由臺灣埔里正覺精舍出家師父上常下願法師擔任九五禪寺住持，傳承聽經聞法共修法會的叢林道場作風。

## 聽經聞法共修法會
九五禪寺的修持以聽經聞法為主，共修法會為輔。 從2021年開始，開辦聽經聞法與共修法會等之修行。以持八十八佛洪名寶懺、供燈、供花、禪坐引導、八段錦、持咒；以及一日禪、慈悲藥師寶懺、三皈五戒共修等之聽經聞法共修法會的修持活動。

## 圖集

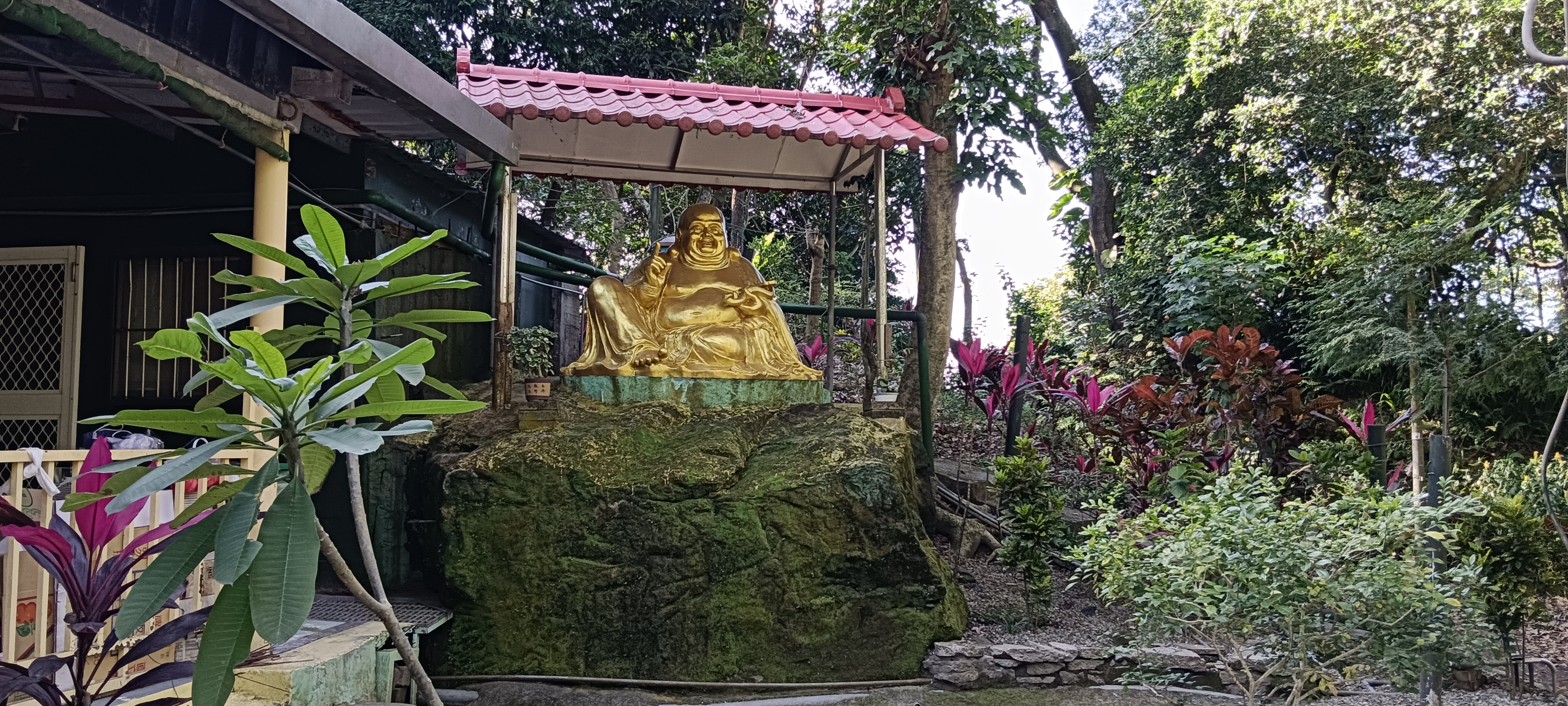
九五禪寺的彌勒佛像。
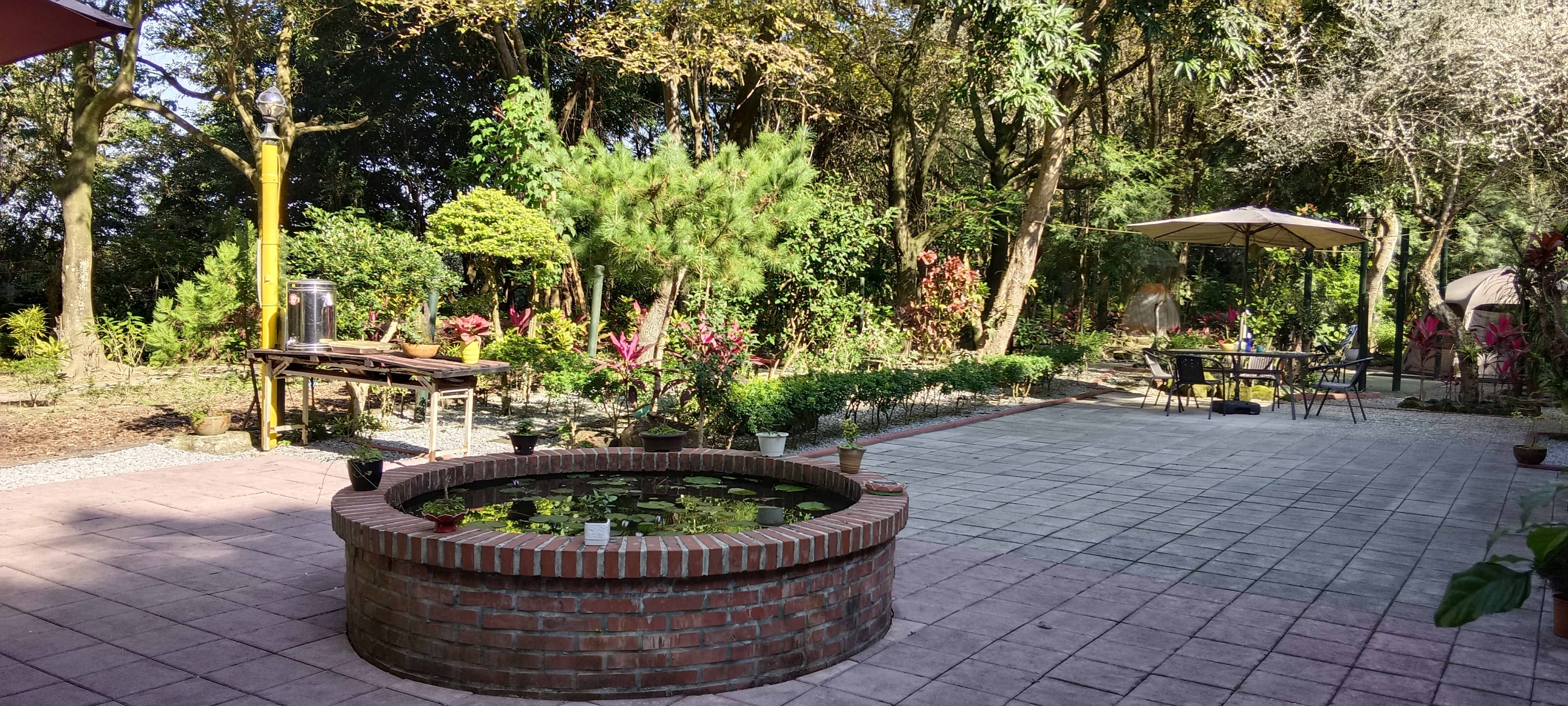
九五禪寺的庭院。

## 參閱
- 八十八佛洪名寶懺
- 慈悲藥師寶懺
- 準提咒
- 大悲咒
- 十善業道經
- 正法念處經(妙法聖念處經)

## 外部連結
- 《常願法師》佛法實修
- 常願法師--智慧城的Facebook專頁
- "九五茅棚"近況 （页面存档备份，存于）
- 正覺精舍 （页面存档备份，存于）
- YouTube上的常願法師開示: 2021.12.12 《慧緣禪寺－聞法禪淨雙修》-八段錦